# Jean Crotti
Pour l’article homonyme, voir Jean-Joseph Crotti.
Jean Crotti, né le 18 septembre 1954 à Lausanne, en Suisse est un peintre suisse.

## Biographie
De 1977 à 1979, il suit l'école supérieure d'art visuel de Genève. En 1982, il est lauréat de la Fondation Kiefer-Hablitzel puis en 1984, il bénéficie de la bourse fédérale des Beaux-Arts. En 2003, il reçoit le Prix de la Fondation Irène Reymond. Cofondateur en 1987 du groupe M/2 qui expose à Vevey entre 1988 et 1992,.
En 1992, il se rend au Caire au bénéfice d'une bourse de séjour. Entre 1992 et 2002, il travaille entre Lausanne et Le Caire.
Il est le frère de Michel Buzzi et le petit-neveu du peintre Jean-Joseph Crotti.